# Фёдоровка (Красноармейский район)
Фёдоровка — деревня в Красноармейском районе Челябинской области России. Входит в состав Баландинского сельского поселения.

## География
Деревня находится на северо-востоке Челябинской области, в лесостепной зоне, на правом берегу реки Миасс, на расстоянии 16 километров (по прямой) к западу от села Миасского, административного центра района. Абсолютная высота 162 метра над уровнем моря.

## Население
| 1970 | 1979  | 2002 | 2010 |
| ---- | ----- | ---- | ---- |
| 3058 | ↗3158 | ↘45  | ↗65  |

Гендерный состав
По данным Всероссийской переписи населения 2010 года в гендерной структуре населения мужчины составляли 53,8 %, женщины — 46,2 %.
Национальный состав
Согласно результатам переписи 2002 года, в национальной структуре населения русские составляли 93 %.

## Улицы
Уличная сеть деревни состоит из девяти улиц и одного переулка.